# Cambra de Consellers del Japó
La Cambra de Consellers (参議院, sangiin) és la cambra alta de la Dieta del Japó. La Cambra de Representants és la cambra baixa. La Cambra de Consellers és la successora de la Cambra dels Pars que exercí abans de la Segona Guerra Mundial. Si les dues cambres estan en desacord sobre pressupostos, tractats, o designacions del Primer Ministre, la Cambra dels Representants pot insistir en la seva decisió. En altres decisions, la Casa dels Representants pot anul·lar el vot de la Cambra de Consellers mitjançant dos terços de la majoria dels membres presents.
La Cambra de Consellers està composta per 242 membres que exerceixen en períodes de sis anys, dos més que els mandats dels membres la Cambra dels Representants. Els consellers han de ser majors de 30 anys, mentre que només 25 per poder ser membre de la Cambra dels Representants. La Cambra no pot ésser dissolta, ja que només la meitat dels seus membres són escollits en cada elecció. Dels 121 membres subjectes a elecció cada cop, 73 són escollits en 47 districtes prefecturals i 48 són escollits d'una llista a nivell nacional de cara a la representació proporcional amb llistes obertes.